# Edifício Altino Arantes
A Edifício Altino Arantes más néven Edifício do Banespa egy felhőkarcoló São Paulóban, Brazíliában. Magassága 161 méter, 35 emeletes. 1939-ben kezdték építeni, 1947-ben fejezték be. Jelenleg a negyedik legmagasabb épület Brazíliában.